# サミュエル・ニコラス
サミュエル・ニコラス（Samuel Nicholas、1744年 - 1790年8月27日）は、アメリカ独立戦争における大陸海兵隊の軍人。大陸海兵隊の総司令官として部隊を率い、イギリス軍と戦った。
大陸海兵隊がアメリカ海兵隊の前身であると解釈する認識から、初代海兵隊総司令官とされている。

## 生涯

### 出生
ニコラスは、ペンシルベニア植民地のフィラデルフィアで、1744年に父アンドルー、母メアリーの子として生まれた。 父は鍛冶屋、叔父はフィラデルフィア市長（1756年 - 1758年）だった。

### 軍歴
1775年11月5日、大陸海軍により、大尉に任命された。続く同月10日には、大陸会議において大陸海兵隊の創設が承認され、11月28日、これを確認したニコラスは大陸海兵隊の士官としてフィラデルフィアのタン・タバーンという酒場に設けられた大陸海兵隊の募兵所において、隊員集めに協力した。このときのニコラスの立場は、大陸海兵隊における1人の士官であり、大陸会議から正式に任命された総司令官ではなかったが、実質的な総司令官たる立場であったため、通常は1775年11月28日が任命日とされている。

#### ナッソーの戦い
アメリカ独立戦争中のバハマ諸島ニュープロビデンス島のナッソーには、イギリス軍が大量の物資を備蓄していた。これらは大陸軍が必要とするものであることから、大陸海軍のエセク・ホプキンス提督には、ナッソーに対して作戦行動を行うことが命じられていた。
1776年3月3日、ホプキンス提督が指揮する艦隊に同行したニコラスは、約250名の大陸海兵隊員と船員によって構成された部隊を率いてナッソーに上陸、13日間の戦闘の末、砦2つを確保してナッソーを占領し、政府庁舎を支配下に置いた。この戦いでニコラス率いる大陸海兵隊は、大砲88門、砲弾16,535発、その他の物資を鹵獲した。

#### 少佐に昇進
1776年6月25日、大陸会議はニコラスを少佐に任命すると同時に正式に大陸海兵隊の総司令官にも任命した。
その後、ニコラスは改めて昇進の通知を受けるとともに、大陸会議から「フィラデルフィアに留まり、海兵4個中隊を訓練し、艦艇の見張り要員としての任務に当たれるようにすること」を命じられた。この命令を受けたニコラスは、海兵4個中隊を募集し、徹底的な訓練を行っている。
また、トレントンの戦い、プリンストンの戦い、ニュージャージーの戦いにおいて部隊を率い、大陸軍を支援する歩兵と砲兵として戦いに参加した。
フィラデルフィアからイギリス軍が退去した1778年6月、海兵隊司令部の建物が再建され、隊員の更新が行われた。それからアメリカ独立戦争の終了まで、ニコラスはフィラデルフィアで勤務していたが、その内容は、後の司令官のものにいくぶん類似したものとなっていた。

### 民間人への復帰
1783年、大陸海兵隊の解散に伴い、軍籍を離れた。 その後、黄熱病によりフィラデルフィアで死去した。
なお、アメリカ海軍はこれまでに、歴代艦艇のうち、3隻にニコラスの名を命名している。